# Eustorgius I.
Eustorgius I. (italsky Eustorgio) (? – 349? Mediolanum) byl milánským biskupem v letech 343 až 349. V katolické církvi i ve východní pravoslavné církvi je uctíván jako světec.

## Životopis

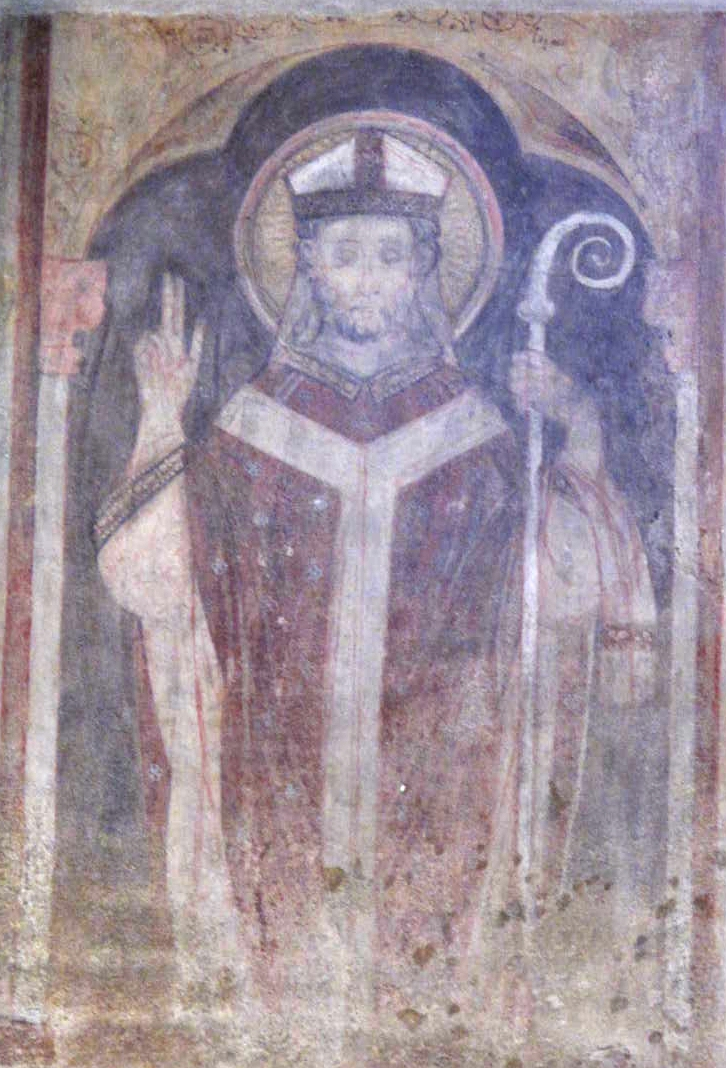
Freska v benátské bazilice

Podle tradice byl Eustorgius šlechticem řeckého původu. Působil jako legát v Mediolanu, kde byl po smrti Protasia v roce 343 zvolen biskupem. Po volbě biskupem se vydal na cestu do Konstantinopole, kde jeho zvolení stvrdil císař Konstantin I. Veliký, který mu při té příležitosti daroval ostatky Tří králů. Eustorgius pomocí volského povozu ostatky převezl z Konstantinopole do Mediolana.
V letech 345/346 a 347/348 pořádal dvě synody. Začal také se stavbou kostelů a bazilik v Mediolanu. Svatý Atanáš ho nazval „obráncem víry“ a zmínil ho jako odpůrce ariánství, zároveň ho nazýval čestným titulem „zpovědník“. Liber notitiae sanctorum Mediolani uvádí, že jeho jméno bylo zahrnuto do ambroziánského ritu a o jeho kultu v Miláně svědčila přítomnost pěti jemu zasvěcených kostelů. Nejznámější je bazilika Sant'Eustorgio. Píseň z 5. či 6. století naznačuje, že se jednalo o slavného svatého muže, který pro Tři krále postavil velký sarkofág.
Eustorgius byl pravděpodobně pohřben na hřbitově u baziliky Sant'Eustorgio, který se nacházel podél cesty do Pavie, již mimo římské hradby. Později byly jeho ostatky přeneseny a pohřbeny pod hlavním oltářem baziliky Sant'Eustorgio.
Jeho svátek je slaven 18. září.